# Grundavdrag
Grundavdrag är i praktiken den lägsta gräns där en inkomsttagare börjar betala inkomstskatt.

## Sverige
Säsongsarbetare, ungdomar och andra med mycket låga inkomster i Sverige betalar i många fall ingen skatt alls, liksom i de flesta andra länder. Rent tekniskt är skattesystemet utformat så att grundavdraget görs från bruttoinkomsten vid skatteberäkningen. Blir resultatet noll eller lägre så blir skattedebiteringen noll. 
För inkomster intjänade under 2017 under 18 900 kronor är grundavdraget lika med hela inkomsten. För högre inkomster varierar det mellan 13 100 och 34 500 kronor. För exakt värde, se Skatteberäkningstabeller | Skatteverket.

### Beräkning av grundavdraget
| TI från  | TI till  | Grundavdraget                     |
| -------- | -------- | --------------------------------- |
|          | 0,99 PBB | 0,423 PBB                         |
| 0,99 PBB | 2,72 PBB | 0,423 PBB + 0,2 * (TI - 0,99 PBB) |
| 2,72 PBB | 3,11 PBB | 0,77 PBB                          |
| 3,11 PBB | 7,88 PBB | 0,77 PBB - 0,1 * (TI - 3,11 PBB)  |
| 7,88 PBB |          | 0,293 PBB                         |

Anm: PBB = Prisbasbelopp, 44 800 kronor för taxeringsår 2017, TI = Taxerad förvärvsinkomst
Grundavdraget avrundas sedan uppåt till jämna 100 kronor.

### Särskilt grundavdrag för personer som vid taxeringsårets början fyllt 65

Extra grundavdrag för personer fyllda 65 i förhållande till månadsinkomst.

Från den 1 januari 2009 införs ett extra grundavdrag för pensionärer. Den är utformad så att de med låga inkomster skall tjäna på det.
| TI från   | TI till   | Extra grundavdrag   |
| --------- | --------- | ------------------- |
| 0         | 0,99 PBB  | 0,567 PBB           |
| 0,99 PBB  | 1,01 PBB  | 0,785 PBB – 0,2*TI  |
| 1,01 PBB  | 2,72 PBB  | 0,674 PBB – 0,09*TI |
| 2,72 PBB  | 3,11 PBB  | 0,129 PBB + 0,11*TI |
| 3,11 PBB  | 3,75 PBB  | 0,21*TI - 0,182 PBB |
| 3,75 PBB  | 4,77 PBB  | 0,233 PBB + 0,1*TI  |
| 4,77 PBB  | 7,88 PBB  | 0,66 PBB + 0,01*TI  |
| 7,88 PBB  | 12,12 PBB | 1,488 PBB – 0,09*TI |
| 12,12 PBB |           | 0,357 PBB           |

Anm: PBB = Prisbasbelopp, 44 500 kronor för taxeringsår 2013, TI = Taxerad förvärvsinkomst
Extra grundavdraget avrundas sedan uppåt till jämna 100 kronor.